# Antibes-Biot (tổng)
Tổng Antibes-Biot là một tổng của Pháp. Tổng này nằm ở tỉnh Alpes-Maritimes trong vùng Provence-Alpes-Côte d’Azur.

## Các đơn vị hành chính
Tổng Antibes-Biot bao gồm một phần của xã Antibes và xã Biot.

## Lịch sử
| Ngày bầu cử                                                              | Tên          | Đảng    | Tư cách                |
| ------------------------------------------------------------------------ | ------------ | ------- | ---------------------- |
| Henri Pricco fut le premier Conseiller Général du Canton de Grasse-Nord. |              |         |                        |
| 1988                                                                     | Henri Pricco | UDF-RPR |                        |
| 1994                                                                     | Henri Pricco | UDF-RPR |                        |
| 2001                                                                     | Eric Pauget  | UMP     | Phó thị trưởng Antibes |
| 2008                                                                     | Eric Pauget  | UMP     | Phó thị trưởng Antibes |

## Biến động dân số
| 1882                                         | 1926 | 1962 | 1968 | 1975 | 1982 | 1990 | 1999   |
|                                              |      |      |      |      |      |      | 35 410 |
| -------------------------------------------- | ---- | ---- | ---- | ---- | ---- | ---- | ------ |
| Số liệu từ năm 1990: Dân số không tính trùng |      |      |      |      |      |      |        |